# Municipio de Bourbon (Indiana)
El municipio de Bourbon (en inglés, Bourbon Township) es un municipio ubicado en el condado de Marshall, Indiana, Estados Unidos. Según el censo de 2020, tiene una población de 2861 habitantes.

## Geografía
Está ubicado en las coordenadas 41°19′42″N 86°7′33″O / 41.32833, -86.12583 (41.328218, -86.125969). Según la Oficina del Censo de los Estados Unidos, tiene una superficie total de 128.6 km², de la cual 128.5 km² son tierra y 0.1 km² son agua.

## Demografía
Según el censo de 2020, hay 2861 personas residiendo en la región. La densidad de población es de 22.3 hab./km². El 92.17% de los habitantes son blancos, el 0.45% son afroamericanos, el 1.08% son asiáticos, el 1.82% son de otras razas y el 4.47% son de una mezcla de razas. Del total de la población, el 4.47% son hispanos o latinos de cualquier raza.